# Boxoffice (revista)
BoxOffice é uma revista dedicada ao negócio cinematográfico publicado pela BoxOffice Media LP. Começou sua publicação em 1920 como The Reel Journal, tendo seu nome atual em 1931, com uma audiência especifica a proprietários de teatro e profissionais do cinema.